# 國際渦輪引擎公司
國際渦輪引擎有限責任公司（英語：International Turbine Engine Company LLC，ITEC），是中華民國漢翔航空、國防工業發展基金會與美國霍尼韦尔採權益法合資在德拉瓦州註冊的公司。

## 概要
成立主要目的為發動機研究開發，並保有研發結果所有權，未設置製造生產部門，其訂單係由漢威聯合及漢翔公司承接，故無固定資產投資、轉投資等計畫。所有大型市場開發案得透過雙方合組董事會審查通過，漢翔方面亦派人擔任副總裁、工程主任、財務經理長駐公司，以確保持股權益。
公司法人於2006年改變組織型態迄今。

## 成立經緯
- 1980年9月，美國蓋瑞與瑞典富豪航空發動機著眼義大利AMX攻擊機市場，提出邀請義大利比雅久、中華民國航發中心合組公司構想。[11]
- 1981年4月，富豪放棄投資、比雅久也因財務拮据而推託，僅蓋瑞繼續和航發中心洽談籌組事宜，其後結果大致如下：[11]

1. 合組公司定名國際渦輪引擎公司（英語：International Turbine Engine Corporation，ITEC），組織力求精簡，以向兩方公司借調人員或委託方式執行研發工作，均採成本補償，不得附加利潤。
2. 蓋瑞持股80%，經磋商副董事長由台方派任，董事會授權雙方對等代表組成的技術諮詢委員會督導公司業務。
3. 公司須在美國註冊，避免技術從蓋瑞轉移所涉及輸出許可問題。
4. 雙方享有所有研發成果，以防政治因素造成引擎或零組件無法輸入臺灣時，中華民國方面仍有權製造全部。
5. 中華民國方面可派主計人員常駐公司，參與財務管理。

- 1982年6月21日，公司正式成立，在台北空軍官兵活動中心舉行首次股東會及董事會，選出董事、正副董事長、正副總裁、技術諮詢委員，並明訂前列人員為無給職。[11]初期目的係建立渦輪引擎之研究發展能力為任務導向。[15]

## 產品
- Honeywell/ITEC F124：TFE1042-70衍生[8]的無後燃器版本
- Honeywell/ITEC F125：具後燃器，即從TFE1042-70發展而來